# Higienista dental
O higienista dental ou higienista oral, designamos desta forma o técnico, que executa tratamentos preventivos na área da saúde oral - basicamente profilaxia, prevenção e em alguns países colocações de restaurações em cavidades já preparadas.
Em muitos outros países, nomeadamente Portugal, o higienista oral trabalha com autonomia nas áreas da sua competência (tratamento e prevenção das doenças orais, particularmente das doenças gengivais: gengivite e periodontite). Estes técnicos assumem, hoje em dia, uma grande importância pois as doenças orais, ao serem vistas como novas cronicidades, precisam de profissionais preparados para poderem de forma eficaz gerir o desenrolar destas cronicidades.
O higienista oral é o profissional que, por excelência está melhor preparado para esta função. A cárie dentária e as doenças periodontais necessitam de uma nova abordagem. Este novo paradigma de tratamento vai muito além das técnicas clínicas. É necessário intervir a nível sociológico, psicológico, pedagógico e comunicacional com o paciente e essas são as grandes bases dos currículos contemporâneos dos Cursos de Higienistas Orais.